# 吉尔·克莱伯勒
吉尔·克莱伯勒（英語：Jill Clayburgh，1944年4月30日—2010年11月5日），美国女演员。曾获得1978年戛纳电影节最佳女演员奖。